# Estação de Port-Royal
A Estação de Port Royal é uma estação ferroviária francesa da linha de Sceaux, localizada no 5.º arrondissement de Paris, no limite com o 6.º e o 14.º arrondissements. 
É uma estação da Régie Autonome des Transports Parisiens (RATP) servida pelos trens da linha B do RER. 

## História
A estação foi construída em 1895 pela Compagnie du Paris-Orléans durante a extensão da linha de Sceaux da estação de Denfert-Rochereau para a de Luxembourg. Esta estação difere das outras estações da linha pelo seu estilo arquitetônico: ela é a primeira a estar disposta a cavalo sobre as vias, graças à instalação de uma passarela metálica. Esta disposição específica é explicada pela falta de espaço disponível. O edifício manteve a sua aparência original com os seus cais protegidos por toldos de vidro.  As extremidades das plataformas foram transformadas para acomodar trens mais longos. 
Em 1944, uma reserva clandestina de 550 trilhos armazenados na estação de Port-Royal, na extremidade das plataformas lado Luxembourg, tornou possível restabelecer as vias após os bombardeios de Massy-Palaiseau. 
Em 3 de dezembro de 1996, a estação foi atingida por um atentado a bomba, que deixou quatro mortos e 170 feridos (ver Atentado do RER B em Port-Royal). 

## Serviço aos passageiros

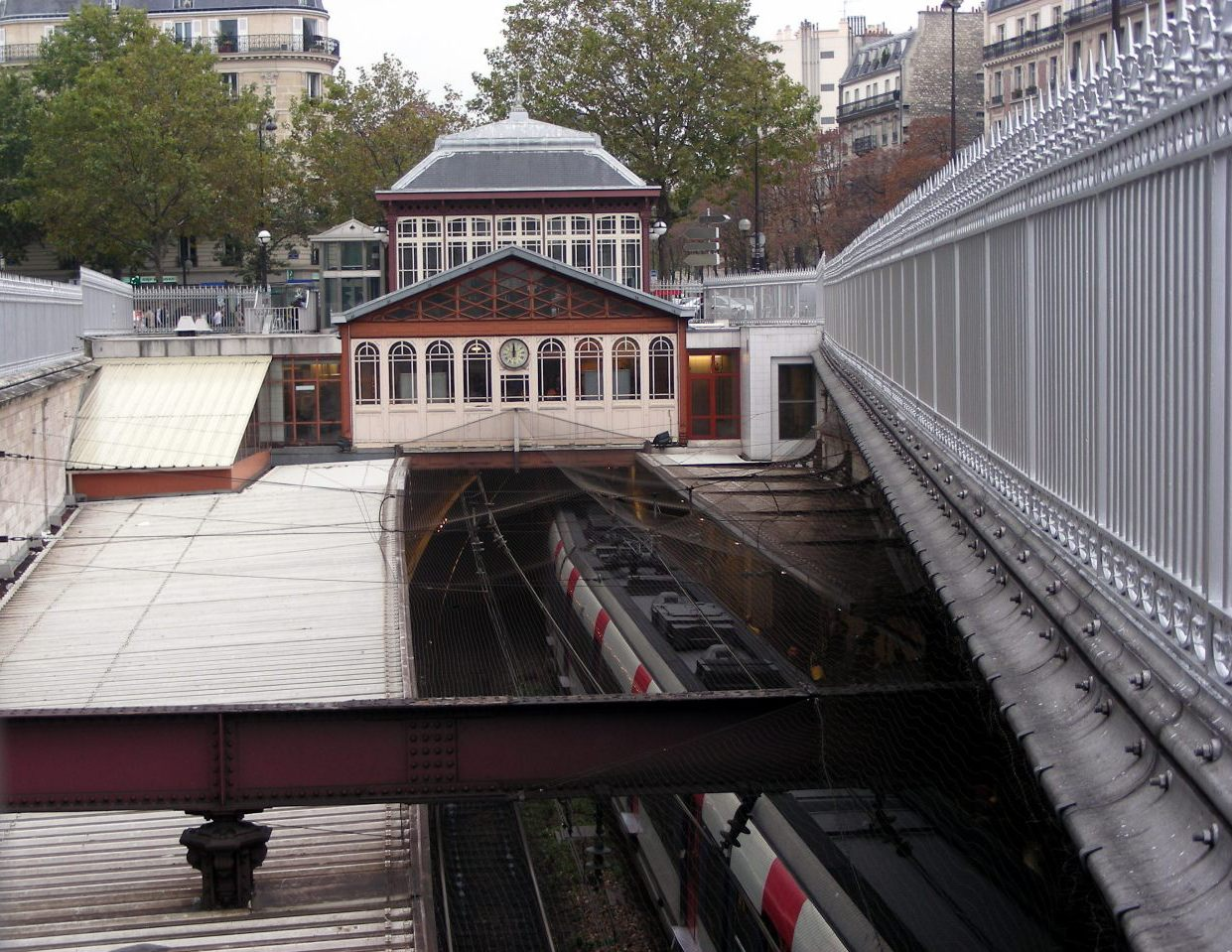
Vista das vias de uma pequena seção ao ar livre.

### Serviço
Ela é servida pelos trens da linha B da Rede Expressa Regional da Île-de-France. A saída é no Boulevard de Port-Royal.

### Intermodalidade
A estação é servida pelas linhas 38, 83 e 91 da rede de ônibus RATP, pela linha de vocação turística OpenTour e, à noite, pelas linhas N01, N02, N14, N21 e N122 da rede de ônibus Noctilien.

## Frequência
Em 2015, a frequência anual estimada pela RATP é de 3 361 591 passageiros.

## Pontos turísticos
- Hôpital Cochin
- Maternité de Port-Royal